# 静岡市立清沢小学校
静岡市立清沢小学校（しずおかしりつ きよさわしょうがっこう）は、静岡県静岡市葵区相俣にあった公立小学校。

## 沿革
- 1872年（旧暦明治5年）9月 - 寺院を利用した教育施設、2舎3分舎を創立[1]。
  - 「択勝舎」（相俣・竜泉寺）
    - 「光野分舎」（光野・昌林寺）
    - 「峰山分舎」（峰山・瑞光寺）
    - 「黒俣分舎」（黒俣・東光寺）

  - 「積功舎」（坂元・清源寺）
- 1874年（明治7年）3月 - 相俣島尻（旧清沢村役場）の位置に校舎を新築し「択勝舎」を移転、校名変更[1]。
  - 　「第42番小学」（相俣）
    - 「光野分校舎」（昌林寺）
    - 「峰山分校舎」（瑞光寺）
    - 「黒俣分校舎」（東光寺）
- 1875年（明治8年）1月 - 「第42番小学」を「第155番小学」と改称[1]。
- 1877年（明治10年）
  - 11月 - 鍵穴小瀬戸に校舎新築、「積功舎」移転、校名を「第156番小学」と改称[1]。
  - 12月 - 相俣・鍵穴両校を合併して、「第155番・第156番連区小学」と改称（4分教場併設）[1]。
- 1881年（明治14年）6月 - 連区小学分離して下記の通り校名変更[1]。
  - 第14学区「相俣尋常小学校」
    - 黒俣分教場
    - 光野分教場
    - 峰山分教場

  - 第15学区「鍵穴尋常小学校」
- 1886年（明治19年）3月 - 再び「鍵穴尋常小学校」を合併して分校とする[1]。
- 1892年（明治25年）3月25日 - 各分教場が独立して、校名変更[1]。（三ツ野の児童は中藁科小布杉分校に委託。）
  - 「清沢村立相俣尋常小学校」
  - 「清沢村立鍵穴尋常小学校」
  - 「清沢村立峰山尋常小学校」
  - 「清沢村立久能尾尋常小学校」
- 1910年（明治43年）
  - 2月14日 - 鍵穴他をあわせて分教場として下記の通り校名変更[1]。
    - 「清沢尋常小学校」（元「相俣尋常小学校」）
    - 「清沢尋常小学校第一分教場」（元「鍵穴尋常小学校」）
    - 「清沢尋常小学校第二分教場」（元「久能尾尋常小学校」）

  - 5月11日 - 高等科を併設し、「清沢村立清沢尋常高等小学校」と校名変更[1]。
- 1924年（大正13年）10月31日 - 校旗制定。
- 1941年（昭和16年）4月1日 - 制度改正により、「清沢村立清沢国民学校」と校名変更（一校、二分教場併設）。
- 1953年（昭和28年）11月3日 - 創立80周年記念式を行う。
- 1955年（昭和30年）4月1日 - 第一分校独立して「清沢村立東小学校」となる。第二分校は「黒俣分校」と改称。
- 1969年（昭和44年）1月1日 - 静岡市と合併し、「静岡市立清沢小学校」と校名変更。
- 1971年（昭和46年）3月31日 - 黒俣分校を廃し、本校に統合。
- 1972年（昭和47年）12月17日 - 創立100周年記念式を行う。
- 1976年（昭和51年）4月1日 - 清沢東小学校を統合。
- 2021年（令和3年）4月1日 - 峰山小学校を統合。
- 2024年（令和6年）4月1日 - 中藁科小学校へ統合され、閉校した。

## 通学区域
葵区

| - 相俣 - 赤沢 - 鍵穴 - 黒俣 - 小島 | - 坂本 - 杉尾 - 寺島 - 昼居渡 |

## アクセス
- しずてつジャストライン藁科線（久能尾系統） 「清沢学校前」停留所から、徒歩1分

## 出身者
- 森敬斗（プロ野球選手）[2]